# Віхен
Віхен (нід. Wijchen, нід. вимова: [ˈʋixə(n)] ( прослухати)) — муніципалітет і місто на сході Нідерландів, у провінції Гелдерланд.

## Населені пункти муніципалітету
Міста
- Батенбюрг
- Віхен

Села
- Алверна
- Балгой
- Бергарен
- Гернен
- Лер
- Ніфтрік

## Визначні мешканці
- Рой Макай (нар. 1975) — футболіст і футбольний тренер
- Фред Рюттен (нар. 1962) — футболіст і футбольний тренер
- Боб Теніссен (нар. 1981) — хокеїст

## Галерея

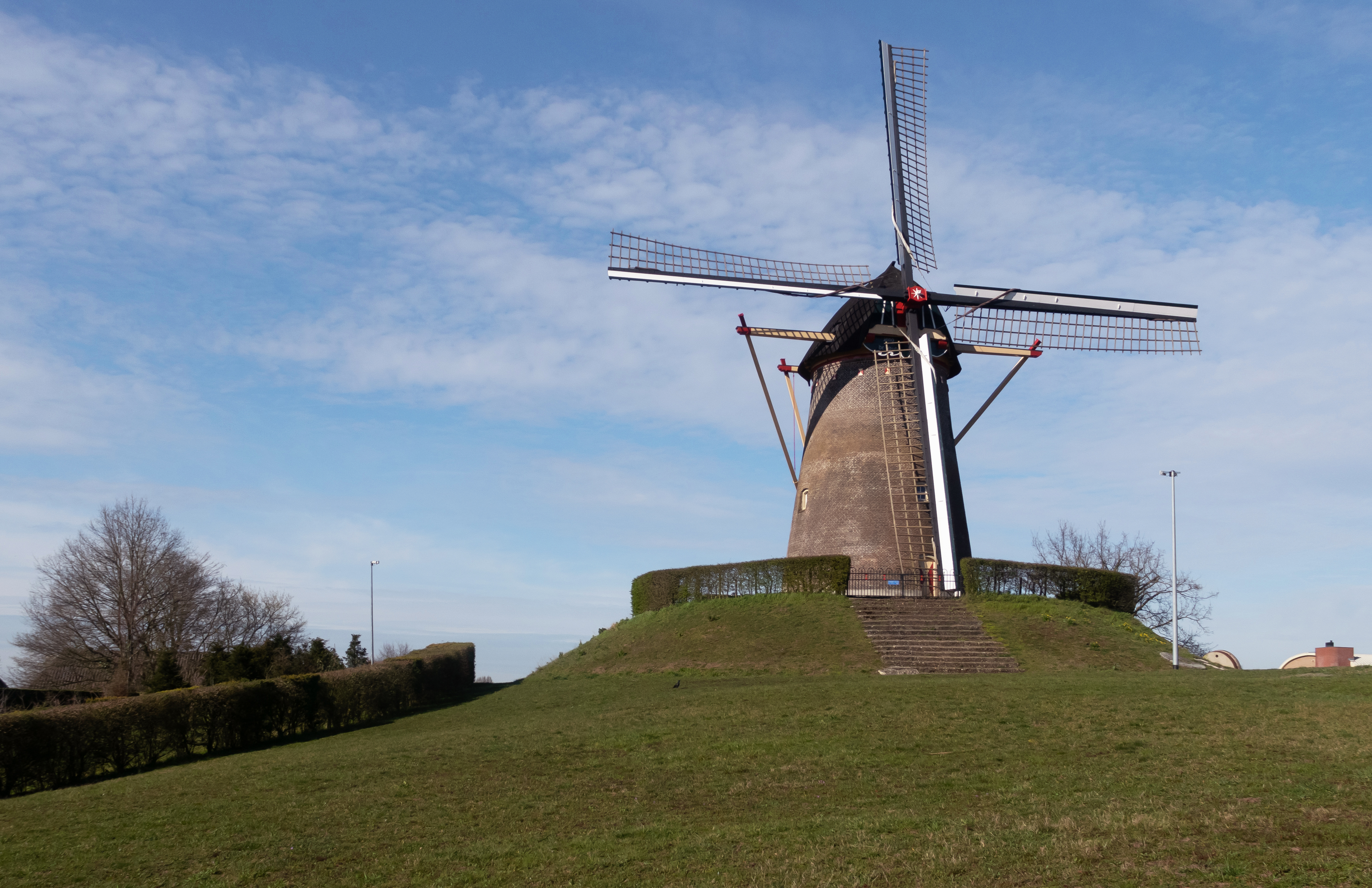
Старий вітряк у Віхені
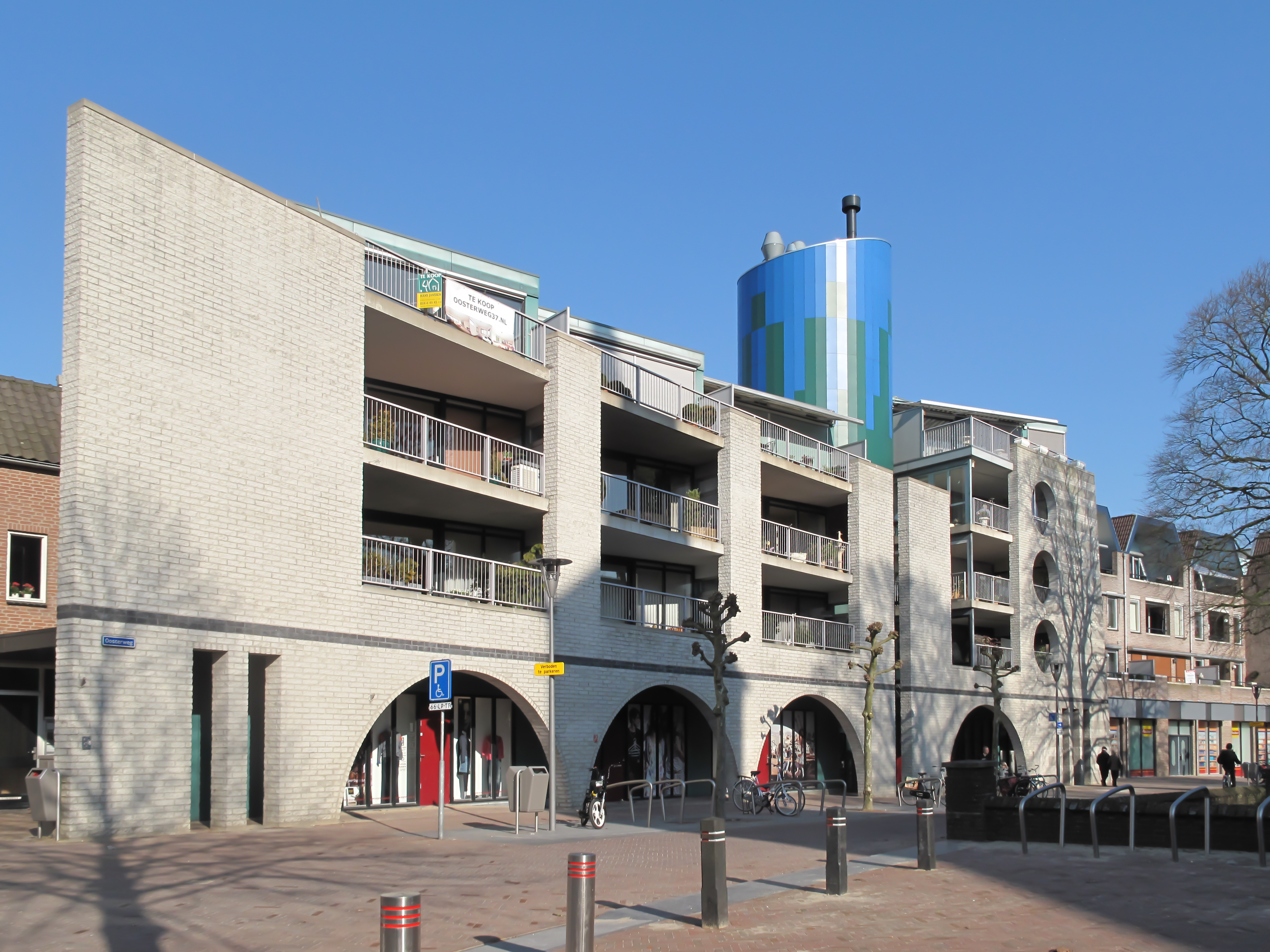
Сучасний жиьловий комплекс у Віхені
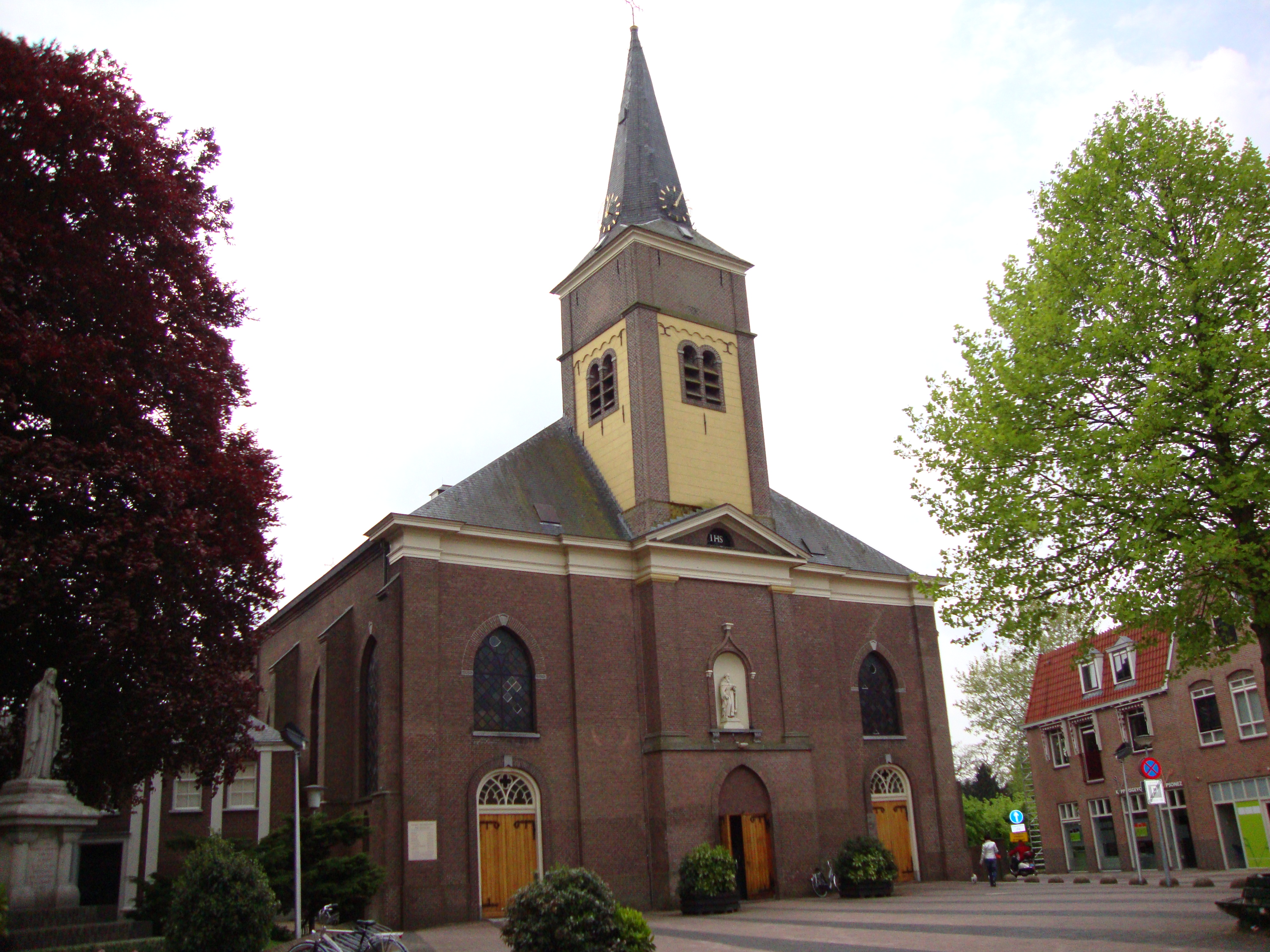
Католицька церква у Віхені
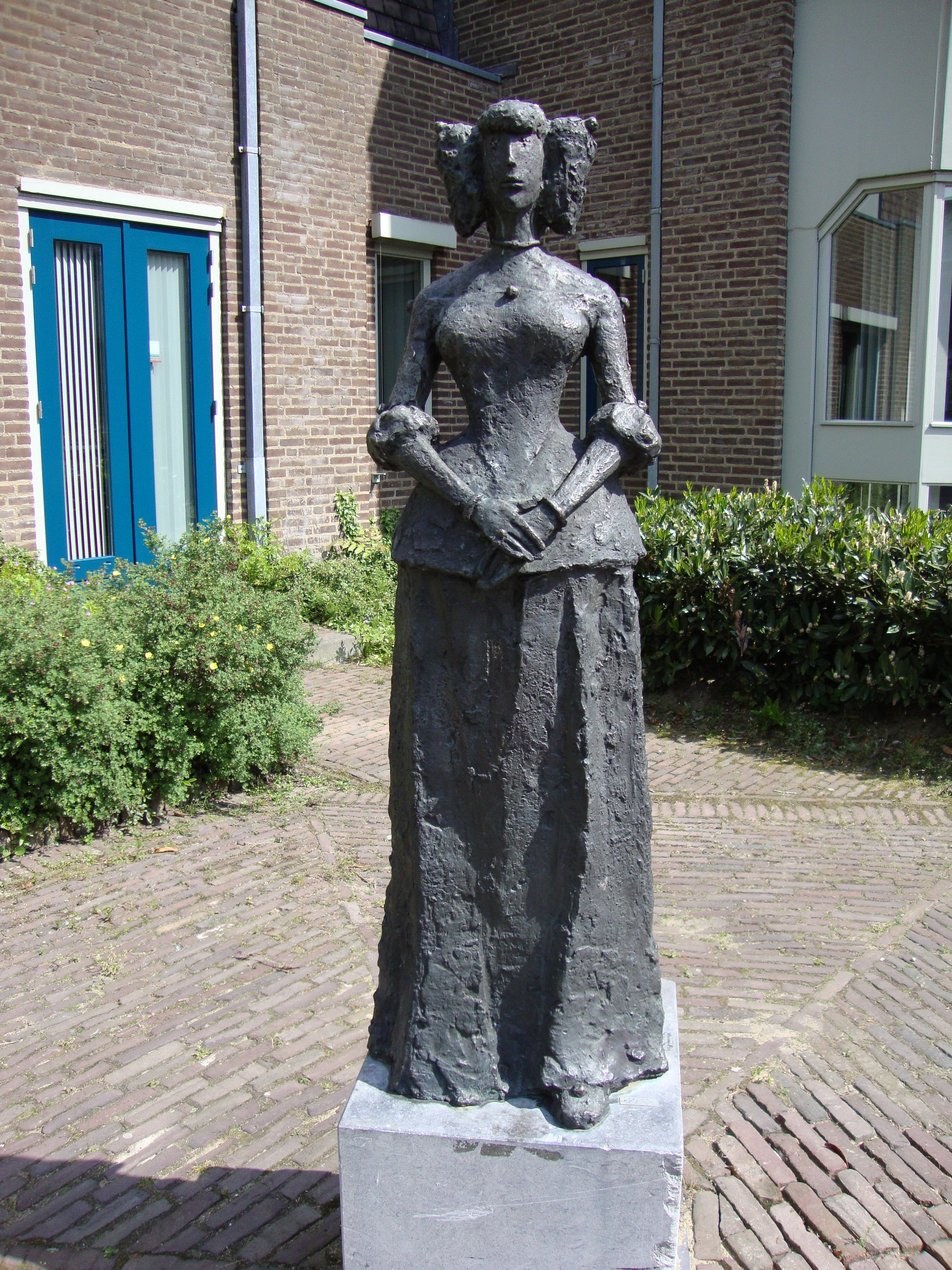
Пам'ятник Емілії ван Нассау у Віхені
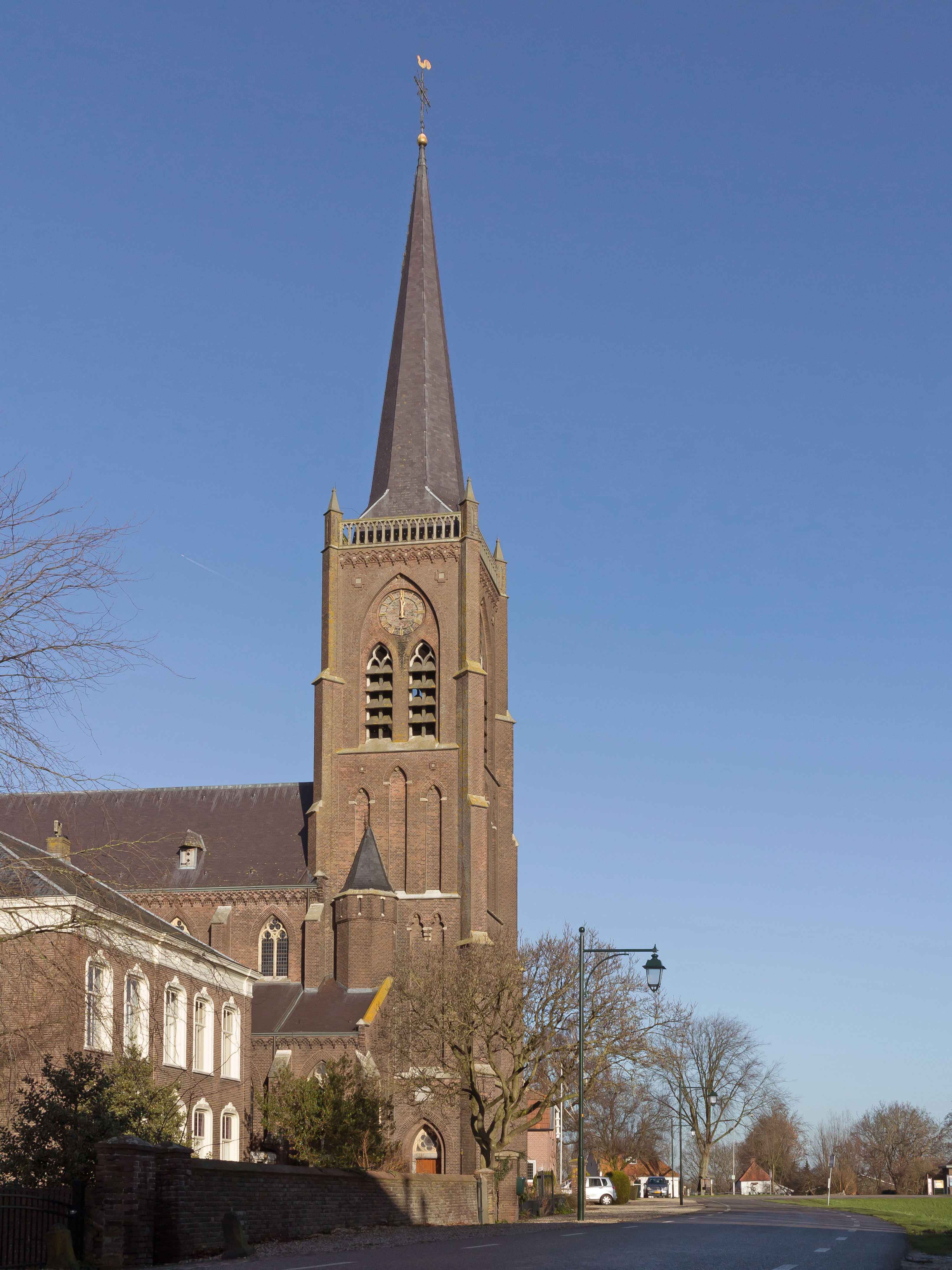
Церква в Батенбюрзі
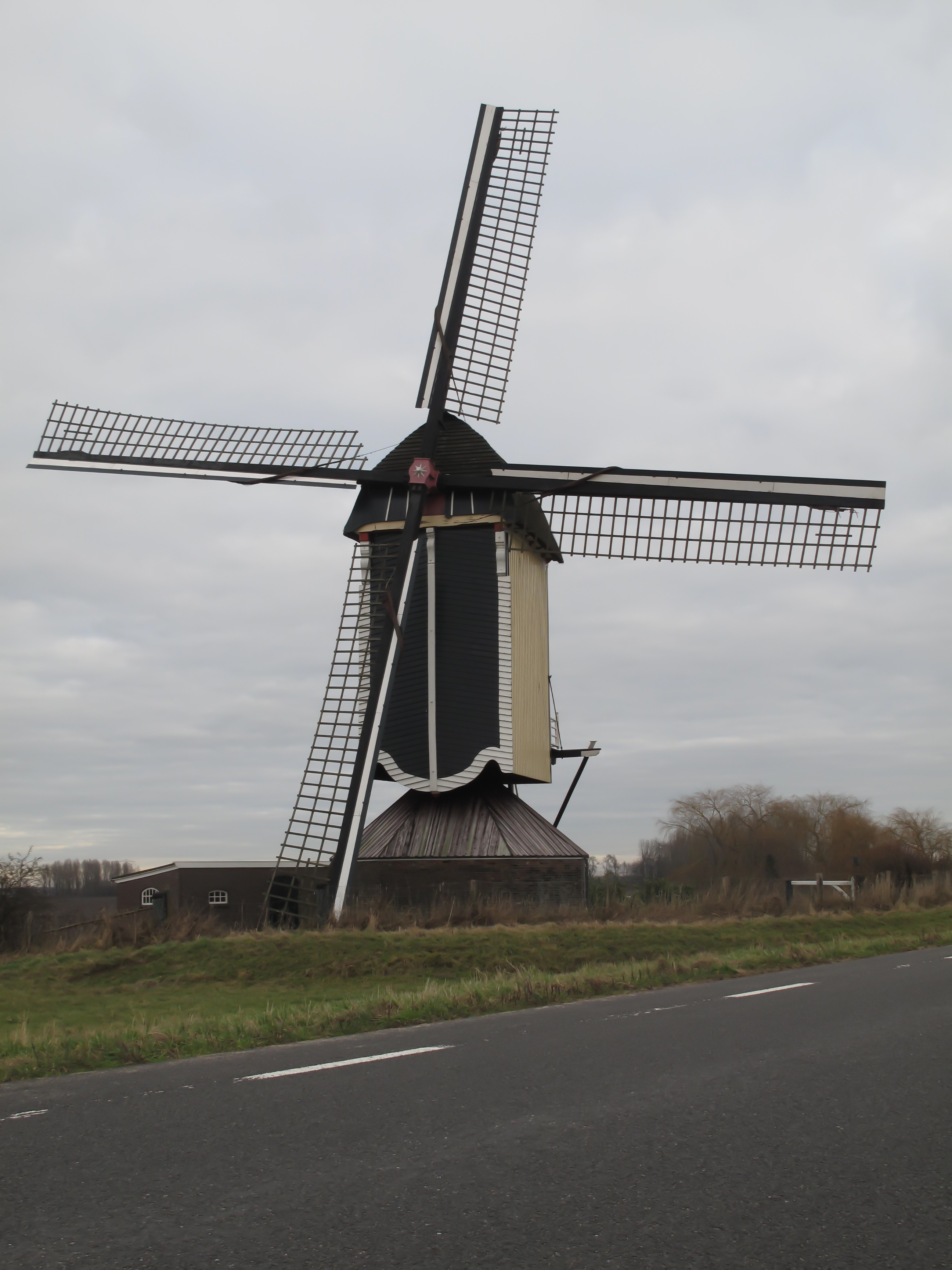
Вітряк у Батенбюрзі
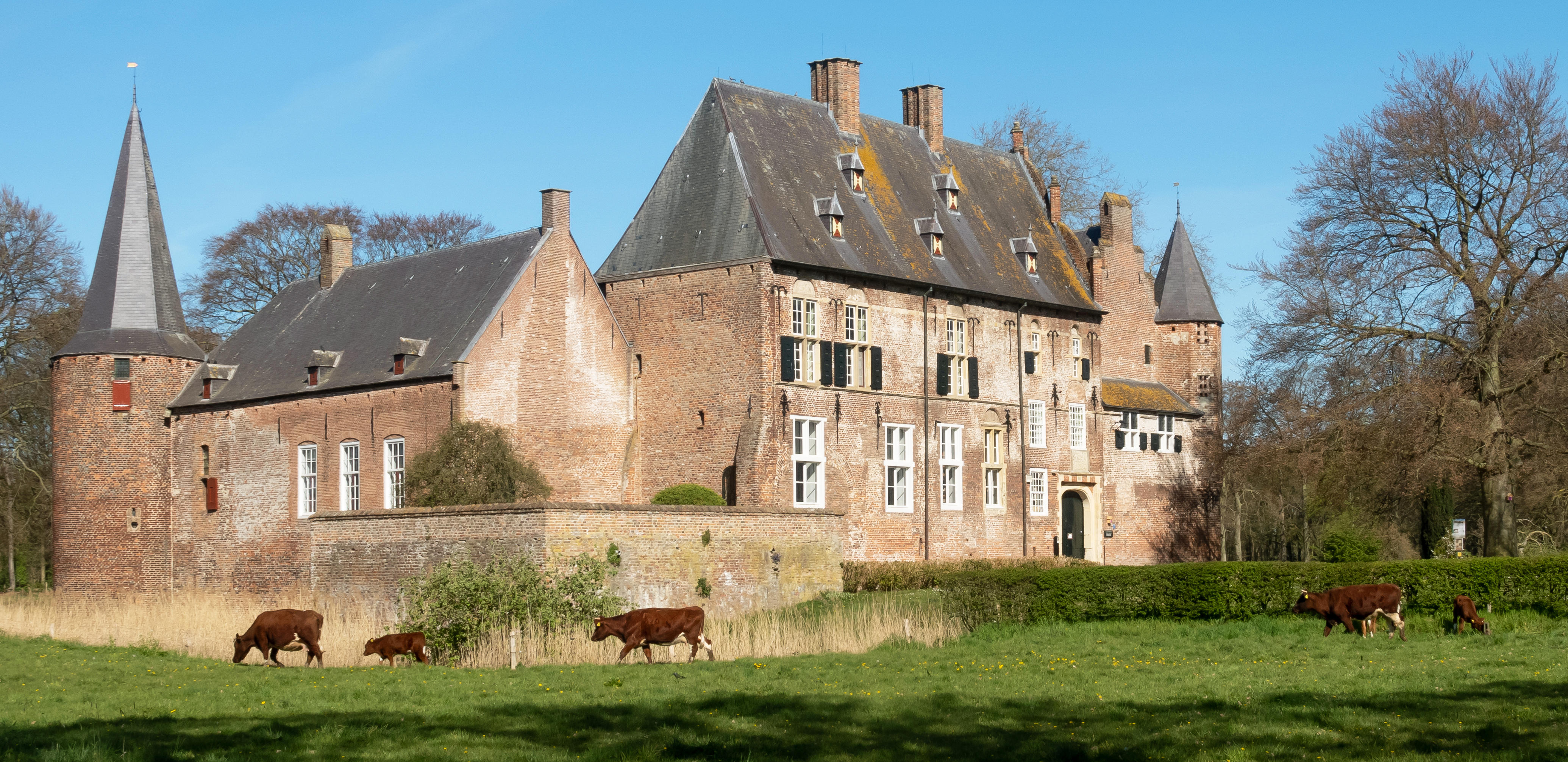
Замок у Гернені
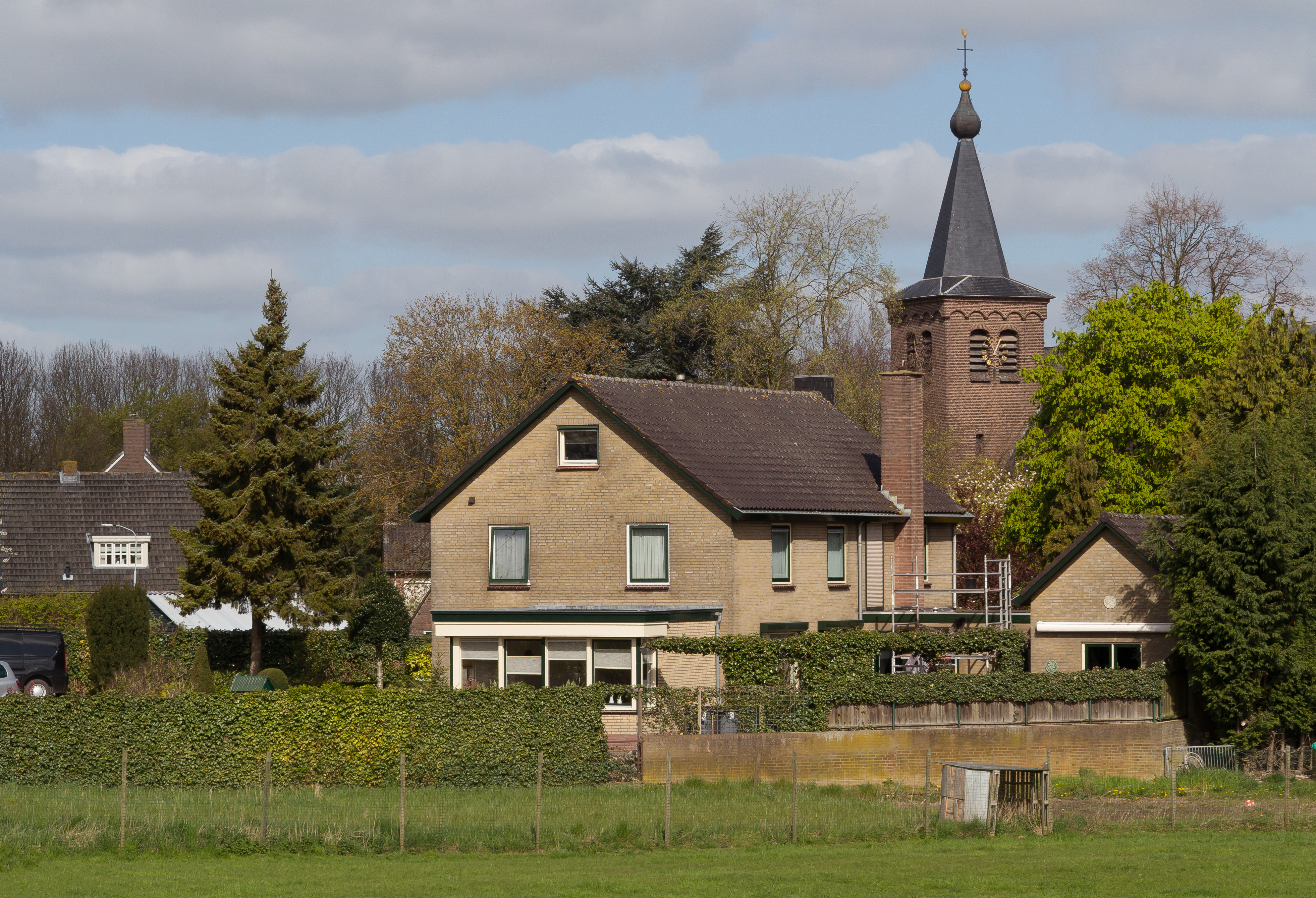
Церковна башта в Ніфтріку